# Generation Wild
Generation Wild er titlen på et album fra 2010 af svenske Crashdiet.